# Ernst Hinsken

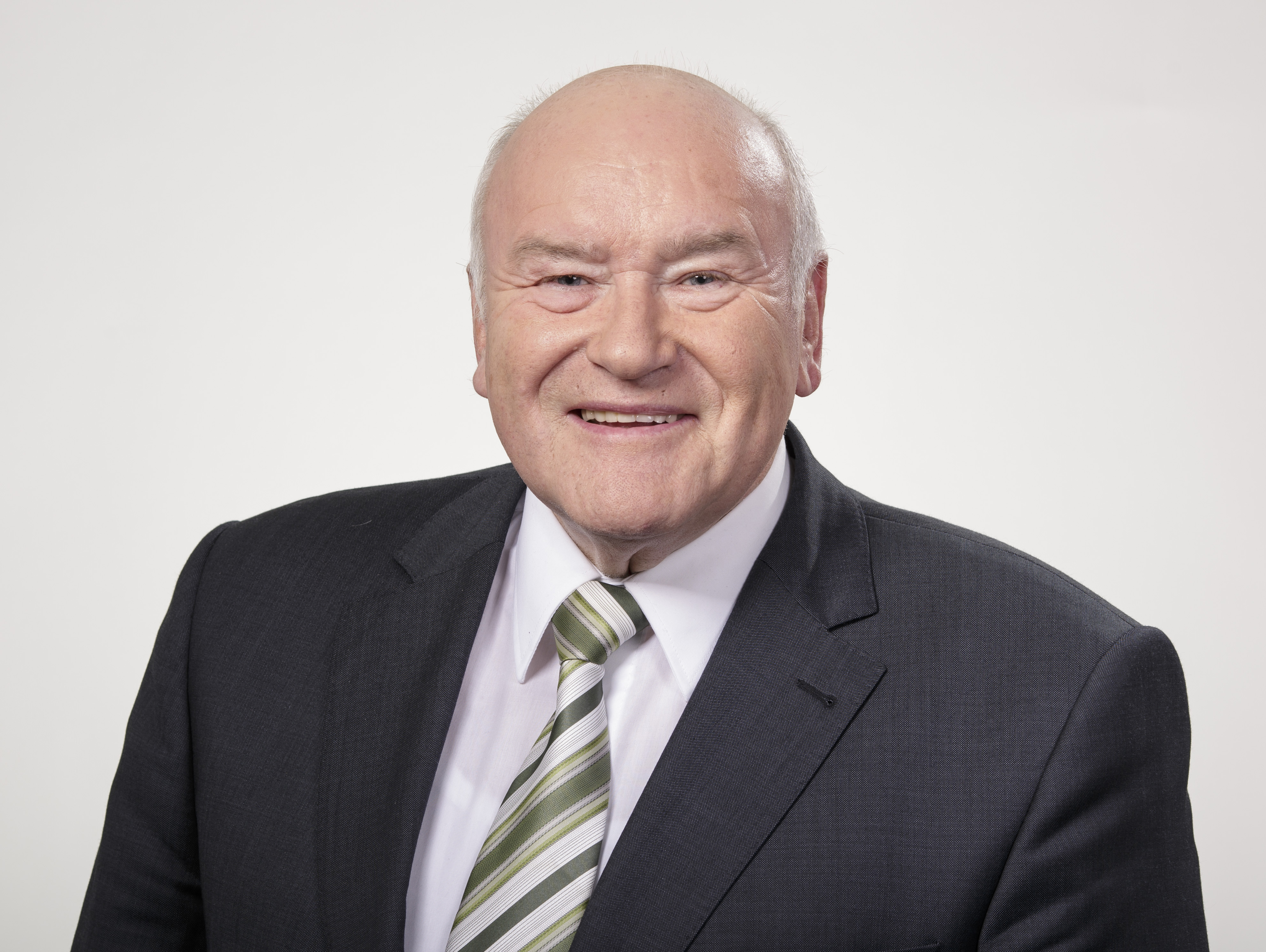
Ernst Hinsken (2012)

Ernst Hinsken (* 5. Februar 1943 in Plattling; † 30. August 2020 in Regensburg) war ein deutscher Politiker der CSU. Er war von 2005 bis 2009 Beauftragter der Bundesregierung für Tourismus und von Januar bis Oktober 1998 Parlamentarischer Staatssekretär beim Bundesminister für Ernährung, Landwirtschaft und Forsten.

## Leben und Beruf
Nach dem Besuch der Volksschule absolvierte Hinsken eine Lehre zum Bäcker, die er mit der Gesellen- und  1964 mit der Meisterprüfung beendete. Nach der anschließenden Konditorlehre war er zunächst in mehreren Betrieben tätig und übernahm dann den elterlichen Bäckereibetrieb.
Ernst Hinsken war katholisch, verheiratet und Vater von zwei Kindern und lebte in Haibach.

## Partei
Seit 1967 war er Mitglied der CSU. Ernst Hinsken war Kreisvorsitzender der Jungen Union Straubing-Bogen. In der CSU war er seit 1972 Mitglied im Bezirksvorstand Niederbayern, seit 1997 als stellvertretender Bezirksvorsitzender. Seit 1985 war er CSU-Kreisvorsitzender Straubing-Bogen und seit 1995 gehörte er dem CSU-Landesvorstand an. Von 1992 bis 2000 war er Landesvorsitzender der Mittelstands-Union in der CSU und von 1993 bis 2001 Stellvertretender Vorsitzender der Mittelstands- und Wirtschaftsvereinigung der CDU/CSU.

## Abgeordneter
Von 1980 bis 2013 war er Mitglied des Deutschen Bundestages. 
Am 9. November 1989, dem Tag des Falls der Berliner Mauer, stimmte er kurz vor Schluss der Sitzung des Deutschen Bundestages zusammen mit Franz Sauter (CDU) und Hermann Josef Unland (CDU) spontan die deutsche Nationalhymne an, woraufhin sich nahezu der gesamte Bundestag erhob und die Nationalhymne sang. 
1990 bis 1997 war er wirtschafts- und verkehrspolitischer Sprecher der CDU/CSU-Bundestagsfraktion. Von November 1998 bis Dezember 2005 war er Vorsitzender des Ausschusses für Tourismus und gehörte von 2002 bis 2005 auch dem Vorstand der CDU/CSU-Bundestagsfraktion an. Seit 2003 war er Vorsitzender der Deutsch-Ägyptischen Parlamentariergruppe.
Ernst Hinsken war seit 1983 stets als direkt gewählter Abgeordneter des Wahlkreises Straubing in den Bundestag eingezogen. Bei den Bundestagswahlen 2002 und 2005 erhielt er mit 74,6 % bzw. 68,0 % der Erststimmen jeweils den höchsten Stimmanteil aller Wahlkreisbewerber in Deutschland. Bei der Bundestagswahl 2009 erhielt Ernst Hinsken 55,4 % der Erststimmen. Bei der Bundestagswahl 2013 trat er nicht mehr an.
Für mediale Berichterstattung sorgte sein Versuch im Jahr 2002, dem Bundeskanzler Gerhard Schröder eine rote Laterne im Bundestag zu überreichen. Er wollte damit die wirtschaftliche Lage Deutschlands als Schlusslicht Europas verdeutlichen. Der Ältestenrat sprach ihm hierfür eine Missbilligung aus.

## Öffentliche Ämter
Von 1998 bis 2005 war er Vorsitzender des Ausschusses für Tourismus, sowie von April 2011 bis 2013 Vorsitzender des Ausschusses für Wirtschaft und Technologie des Deutschen Bundestages.
Vom 15. Januar bis zum 26. Oktober 1998 gehörte er als Parlamentarischer Staatssekretär beim Bundesminister für Ernährung, Landwirtschaft und Forsten der von Bundeskanzler Helmut Kohl geführten Bundesregierung an.

## Auszeichnungen und Ehrungen
Unter anderem erhielt Hinsken nachfolgende Auszeichnungen und Ehrungen:
- Bayerischer Verdienstorden
- Verdienstkreuz am Bande des Verdienstordens der Bundesrepublik Deutschland
- Verdienstkreuz 1. Klasse des Verdienstordens der Bundesrepublik Deutschland
- Goldene Medaille für besondere Verdienste um die Bayerische Wirtschaft
- Goldene Ehrenring des Deutschen Handwerks
- Kommunale Verdienstmedaille in Silber
- Bayerische Verfassungsmedaille in Silber
- Deutscher Mittelstandspreis
- Ehrenpreis der Glasstraße
- Ehrenpreis des Landkreises Regen[15]

## Kabinette
- Kabinett Kohl V